# إدو مويا
إدو مويا (بالإسبانية: Edu Moya)‏ هو لاعب كرة قدم إسباني في مركز الدفاع، ولد في 3 يناير 1981 في مونيستيرايو في إسبانيا. لعب مع ريال مايوركا وريكرياتيفو وسيلتا فيغو ونادي إكستريمادورا ونادي إيركوليس ونادي بوليفار ونادي تينيريفي ونادي خيريث ونادي لوسيتانوس.

## وصلات خارجية
- إدو مويا على موقع قاعدة بيانات كرة القدم.إي يو (الإنجليزية)
- إدو مويا على موقع Soccerway.com (الإنجليزية)